# Bob de Groot
Bob de Groot (Bruselas, 26 de octubre de 1941-Ottignies, 17 de noviembre de 2023) fue un dibujante y guionista de historietas belga, de habla francesa y padres holandeses y franceses. 

## Obra
| Serie                        | Año       | Nª volúmenes | En colaboración con       | Editorial            | Comentarios                                      |
| ---------------------------- | --------- | ------------ | ------------------------- | -------------------- | ------------------------------------------------ |
| Alice au pays des Merveilles | 1973      | 1            | Greg (guionista)          | Le Lombard y Dargaud | En colaboración con Dany, Dupa y Turk            |
| Chlorophylle                 | 1977-1986 | 3            | Dupa y Walli (artistas)   | Le Lombard           | Serie creada por Raymond Macherot                |
| Clifton                      | 1973-1984 | 9            | Turk (artista)            | Le Lombard y Dargaud | Serie creada por Raymond Macherot                |
| Des villes et des femmes     | 1987-1988 | 2            | Philippe Francq (artista) | Dargaud              |                                                  |
| Digitaline                   | 1989      | 1            | J. Landrain (artista)     | Le Lombard           | Primera diseñada en su totalidad por computadora |
| Doggyguard                   | 1999-2000 | 3            | M. Rodrigue (artista)     | Le Lombard           |                                                  |